# Консоль (навигационная система)
Консоль (англ. Consol) — общее название типа радионавигационной системы для ориентации на море и в воздухе.
Состоит из нескольких радиостанций (радиомаяков) с вращающейся диаграммой направленности излучения (частоты 250—350 кГц). Ширина луча от станции 10—15°.
Принцип действия системы таков. Передатчик, равномерно вращающимся лучом с помощью азбуки Морзе передаёт свои позывные (или просто точки). Период вращения 1 минута (например). В момент прохождения лучом направления север-юг передатчик излучает ненаправленный (круговой) сигнал (например, непрерывный или несколько тире). Наблюдатель, желающий определить своё местоположение, используя (обычный связной с SSB) радиоприёмник и секундомер может по времени между приёмом направленного и ненаправленного сигналов определить свой азимут со стороны радиостанции. Точно так же, определив азимут от другой радиостанции системы, наблюдатель уже может, зная координаты этих станций, нарисовать на карте чертёж, по которому и определить своё местоположение (также использовались специально составленные таблицы). Если наблюдатель способен принять сигналы 3 и более станций системы, то это увеличивало точность определения и устраняло возможные ошибки.
Система называлась Consol в Великобритании. Германия во время Второй мировой войны создала аналогичную систему Sonne. В США система называлась Consolan.
Достоинством системы является крайняя простота навигационного оборудования: секундомер, приёмник, карта и табличка с данными о станциях. Недостатки: длительность определения координат, малая точность (1—2° координат на расстояниях порядка 1600 км ~ 1000 миль).